# Champdepraz
Champdepraz (arpità Tsampdeprà) és un municipi italià, situat a la regió de Vall d'Aosta. L'any 2007 tenia 681 habitants. Limita amb els municipis de Chambave, Champorcher, Châtillon, Fénis, Issogne, Montjovet, Pontey i Verrès.

## Administració
| Període | Identitat      | Partit        |
| ------- | -------------- | ------------- |
| 2005-   | Angelo Laniece | Llista cívica |

## Personatges il·lustres

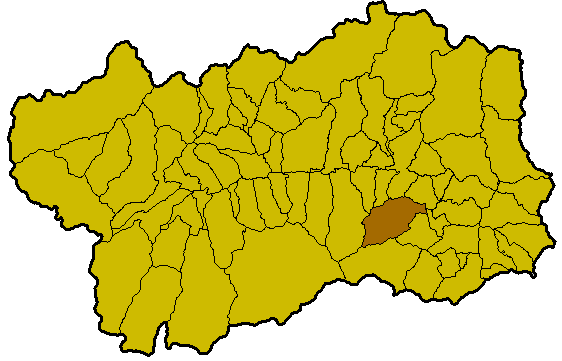
Situació de Champdepraz a la Vall

- Lino Binel, polític valldostà.